# 7 (Radici nel Cemento)
7 è il settimo album in studio del gruppo musicale Radici nel Cemento, pubblicato nel 2013 dall'etichetta discografica RNC Produzioni.

## Descrizione
Album del gruppo di Fiumicino composto da 14 brani inediti, a cinque anni dal precedente e a quattro dalla fuoriuscita del cantante Adriano Bono. Sulla falsariga degli ultimi lavori, con qualche testo "impegnato", qualche brano umoristico, in dialetto romanesco, con le consuete sonorità reggae e dub. Alla fine del cd, sono presenti delle tracce nascoste, versioni strumentali di alcuni dei 14 brani regolarmente accreditati. 
Molti gli ospiti che accompagnano il collettivo romano: da Ginko di Villa Ada posse, voce in Romareggaeroots, a Julia Kee (al secolo Giulia Lenti in Soleluna) fino al monologo di Ya Basta!, recitato da Angelo Conti, aka Sigaro, della Banda Bassotti.

## Tracce
1. Movimento lento – 4:14 (G. Ferrante)
2. Romareggaeroots – 3:55 (G. Ferrante - M. Scinto)
3. Libera – 3:49 (G. Spriano)
4. Quello che io cerco – 3:53 (G. Spriano)
5. Se voi cambià – 3:19 (G. Ferrante)
6. Soleluna – 4:46 (G. Spriano)
7. Nina – 3:46 (G. Ferrante)
8. La guerra di Tore (Burning fire) – 3:51 (G. Spriano)
9. L'acqua – 3:32 (G. Ferrante)
10. Piazza Giuliani – 4:44 (G. Spriano)
11. Ya basta! - Tierra y libertad – 3:30 (G. Ferrante - A. Conte)
12. Tuta e pigiama – 3:22 (G. Spriano)
13. La skampagnata – 3:56 (G. Spriano)
14. Stand by – 4:21 (G. Spriano)

Durata totale: 54:58

## Formazione
- Giulio Ferrante - voce, basso
- Giorgio "Rastablanco" Spriano - voce, chitarre, mandolino
- Vincenzo Caristia - batteria
- Christian Stephan Simone - sax tenore
- Leonardo Bono - dub

- Angelo Morrone - tastiere
- Valerio Guaraldi - chitarra
- Stefano Cecchi - tromba
- Amos Vigna - sax